# Alfonso Costafreda
Alfonso Costafreda (n. en Tárrega, provincia de Lérida en 1926 y fallecido en Ginebra, Suiza, en  1974) fue un poeta y traductor español.

## Carrera
Costafreda llegó a Madrid a finales de la década de 1940, para estudiar Derecho. Es en esta época cuando comienza a escribir. En Madrid, entabló amistad con varios poetas de la llamada generación del 50, como Blas de Otero, y con Vicente Aleixandre. En 1948 se desplazó a Barcelona, donde trató con autores como Gil de Biedma, Carlos Barral, Jaime Ferran, Gabriel Ferrater y Josep Maria Castellet.
En 1943 se publica su primer poema, Selva de vida, en la revista Espadaña. En 1949 gana el premio Boscán con su obra Nuestra elegía.
Debido a su labor como funcionario y traductor de las Naciones Unidas tuvo que alejarse de España, lo que le confirió a su obra características particulares dentro de este grupo de poetas.
Se suicidó en Suiza en 1974, donde desde 1955 se encontraba trabajando para la OMS.

## Obra
La obra de Costafreda se nota influenciada por poetas de la generación del 27, y algunos anteriores a esta generación, como Antonio Machado. Paralelamente, otros autores de los cuales se puede reconocer una marca en la obra de Costafreda son Vicente Aleixandre, T.S. Eliot y W.H. Auden, entre otros poetas europeos. Jaime Ferrán publica en 1981 un estudio sobre su obra en la editorial Jucar y en 1983 un poemario sobre su amistad con él, Libro de Alfonso. El tema de la muerte es esencial en la obra poética de Costafreda, un autor muy influido, como muchos otros escritores de esta época, por el Existencialismo del siglo XX.
- 1950 Nuestra elegía.
- 1951 Ocho poemas.
- 1966 Compañera de hoy.
- 1974 Suicidios y otras muertes.

También tradujo del catalán el libro Elegies de Bierville, de Carles Riba.